# Hydrellia albiceps
Hydrellia albiceps är en tvåvingeart som först beskrevs av Johann Wilhelm Meigen 1824.  Hydrellia albiceps ingår i släktet Hydrellia och familjen vattenflugor. Inga underarter finns listade i Catalogue of Life.